# ヨハンナ・リヒター
ヨハンナ・リヒター（Johanna Richter, 1858年8月18日 - 1943年）は、コロラトゥーラ・ソプラノ歌手。カッセル、ダンツィヒ、ロッテルダム、ケルン、ケムニッツ、ケーニヒスベルクなどの歌劇場の契約歌手として活躍した。特に、青年時のグスタフ・マーラーがカッセル歌劇場で指揮者としていたころに、熱烈な片思いを寄せた相手の女性として知られる。青眼の金髪女性と伝えられ、マーラー初期の『さすらう若者の歌』の曲想に影響を与えた。